# Couleur des cheveux

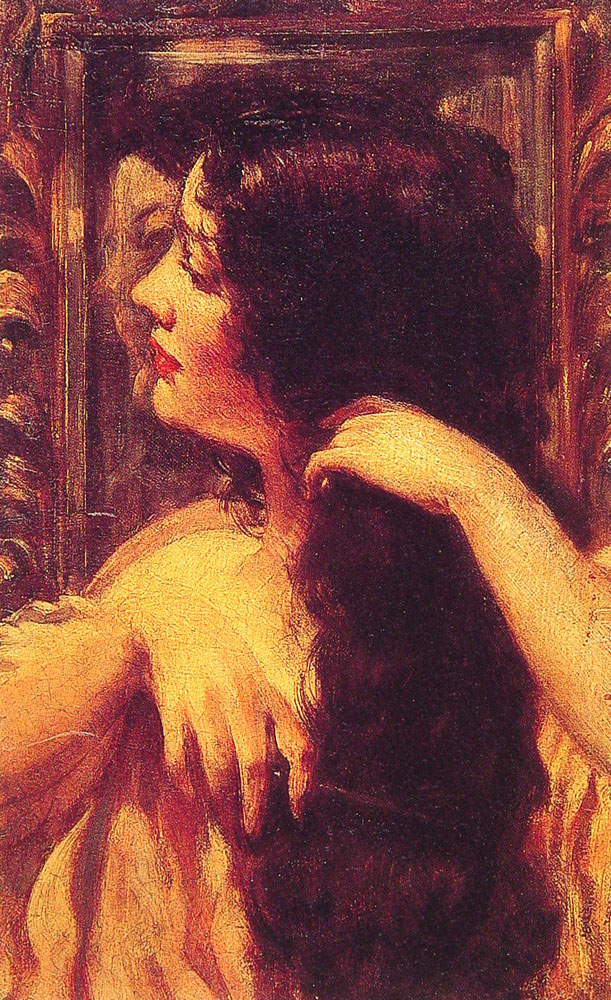
Brune se peignant les cheveux, James Carroll Beckwith.

Chez les humains, la couleur des cheveux est la pigmentation des follicules pileux naturellement déterminée par deux types de mélanine, l'eumélanine et la phéomélanine.

## Génétique et biochimie
La phéomélanine est responsable de la couleur rousse. L'eumélanine, qui a deux sous-types (noir ou brun), détermine la couleur du cheveu en fonction de sa concentration (plus la quantité de mélanine est importante, plus le cheveu est foncé). Une faible concentration d'eumélanine brune donne des cheveux blonds, tandis qu'une concentration plus élevée donne des cheveux bruns. Une faible concentration d'eumélanine noire donne des cheveux gris, tandis qu'une concentration plus élevée donne des cheveux noirs. On qualifie parfois abusivement de cheveux gris une présence simultanée de cheveux blancs et bruns donnant une impression de gris. Une autre expression également répandue et plus exacte est poivre et sel.
La phéomélanine est chimiquement plus stable que l'eumélanine noire, mais moins que l'eumélanine brune qui s'oxyde plus lentement. C'est pourquoi, pendant le processus de décoloration artificielle, le peroxyde d'hydrogène donne aux cheveux plus foncés une teinte rougeâtre, puis orange, jaune et enfin blanc.
La génétique de la couleur de cheveux n'est pas encore fermement établie. Selon une théorie, au moins deux paires de gènes contrôlent la couleur de cheveux humains :
- un phénotype (brun / blond) a un allèle dominant marron et un allèle récessif blond. Une personne avec un allèle brun a les cheveux bruns, une personne qui n'a pas d'allèle brun sera blonde. C'est ce qui explique pourquoi deux parents aux cheveux bruns peuvent avoir un enfant aux cheveux blonds ;
- l'autre phénotype (roux / non roux) a un allèle non roux (ce qui inhibe la synthèse de phéomélanine) dominant tandis que l'allèle de cheveux roux est récessif. Une personne avec deux copies de l'allèle roux aura des cheveux roux, mais elle aura une chevelure auburn ou rouge-orangée selon que la paire du premier gène a un phénotype brun ou blond[réf. souhaitée].

Ce modèle à deux gènes ne tient cependant pas compte de toutes les nuances possibles de brun, blond ou roux (par exemple, blond platine versus blond foncé / brun clair), et n'explique pas pourquoi dans certains cas la couleur des cheveux s'assombrit lorsqu'une personne vieillit. Plusieurs paires de gènes pourraient contrôler la couleur claire versus la couleur foncée selon un effet cumulatif. La couleur des cheveux est en effet un caractère multifactoriel et le génotype d'un individu peut interagir avec l'environnement pour produire des phénotypes différents (voir locus de caractères quantitatifs).
Par ailleurs, des chercheurs néerlandais ont mis au point une technique qui détermine la couleur de cheveux des personnes grâce à un échantillon de leur ADN. Cette technique permet de prédire avec un taux de fiabilité de plus de 90 % si un individu est noir ou roux et à 80 % s'il est châtain ou blond, une distinction peut même être faite pour le blond foncé, l'auburn et le blond vénitien. En archéologie, cette technique permet aussi de connaître la couleur de cheveux des individus à partir de l'ADN prélevé sur leurs ossements.

## Couleurs naturelles des cheveux
Selon la concentration des deux pigments de mélanine, il existe huit couleurs naturelles :
- noir (dont la couleur aile de corbeau), couleur la plus commune dans le monde ;
- brun (voir aussi : brunette ), 2e couleur la plus commune ;
- auburn ;
- châtain ;
- roux ;
- blond vénitien ;
- blond ;
- blanc.

### Classification en coiffure
En coiffure, on classe les cheveux suivant l'échelle d'Eugène Schueller, sur une échelle de dix tons du plus foncé au plus clair : 
1. noir,
2. brun,
3. châtain foncé,
4. châtain,
5. châtain clair,
6. blond foncé,
7. blond,
8. blond clair,
9. blond très clair,
10. blond platine.

Selon cette catégorisation, les différentes teintes de roux (blond vénitien, auburn, roux pur) ne sont pas considérées dans cette classification comme des couleurs de base. Il y a aussi les reflets dorés, cuivrés (roux) ou cendrés suivant la quantité d'eumélanine ou de phéomélanine présente. Cependant il y a de grandes différences entre les différents châtains selon leur nuance qui sont un mélange d'eumélanine et de phéomélanine avec soit une faible quantité d'eumélanine (châtain clair), soit une grande quantité (châtain foncé). Il y a autant de différences entre un blond doré à phéomélanine et un blond scandinave qui contient surtout de l'eumélanine.

Quelques photos de différentes couleurs de cheveux
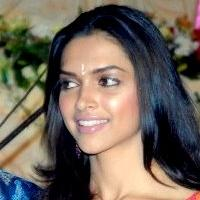
Cheveux  noirs
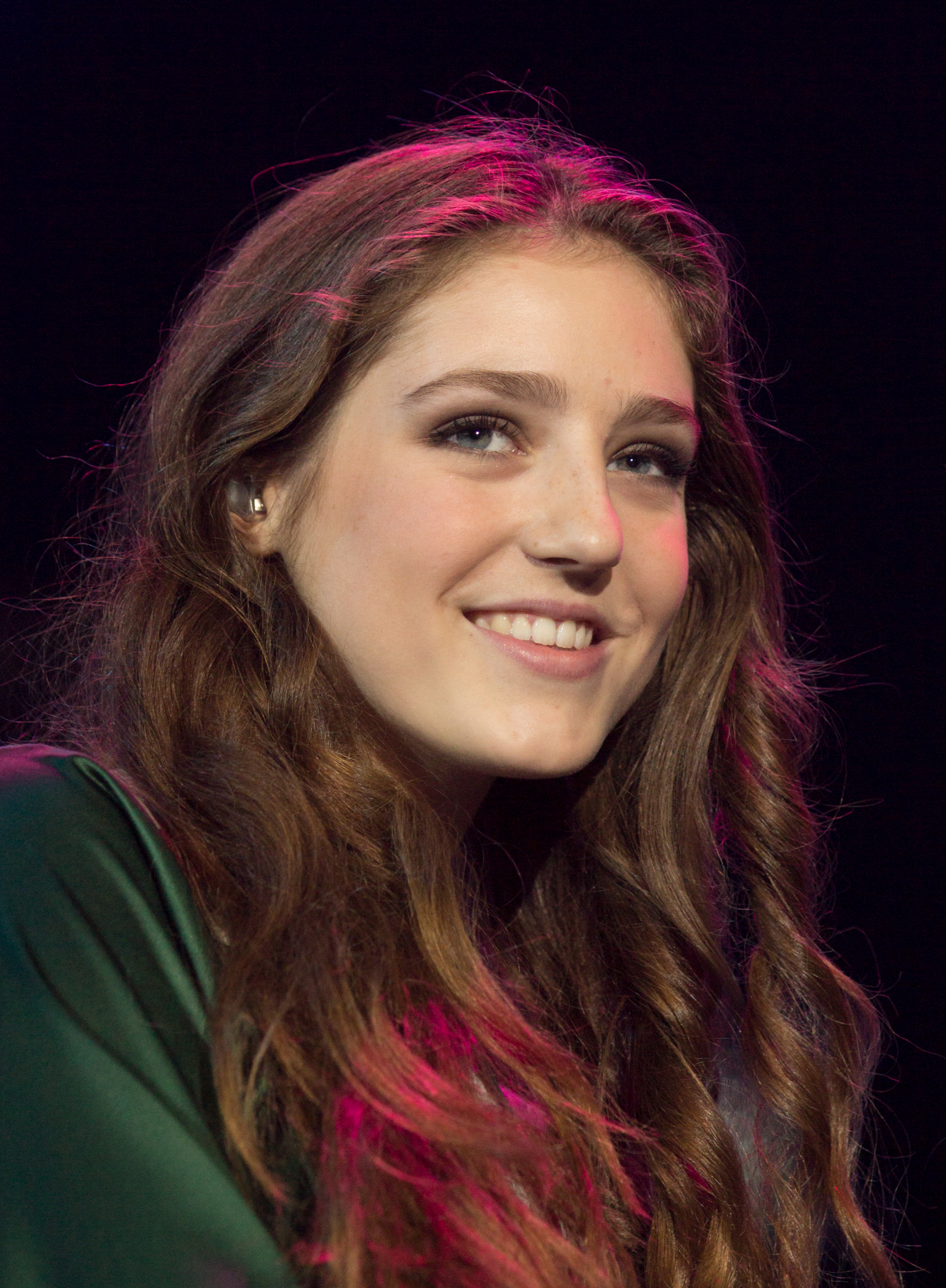
Cheveux bruns
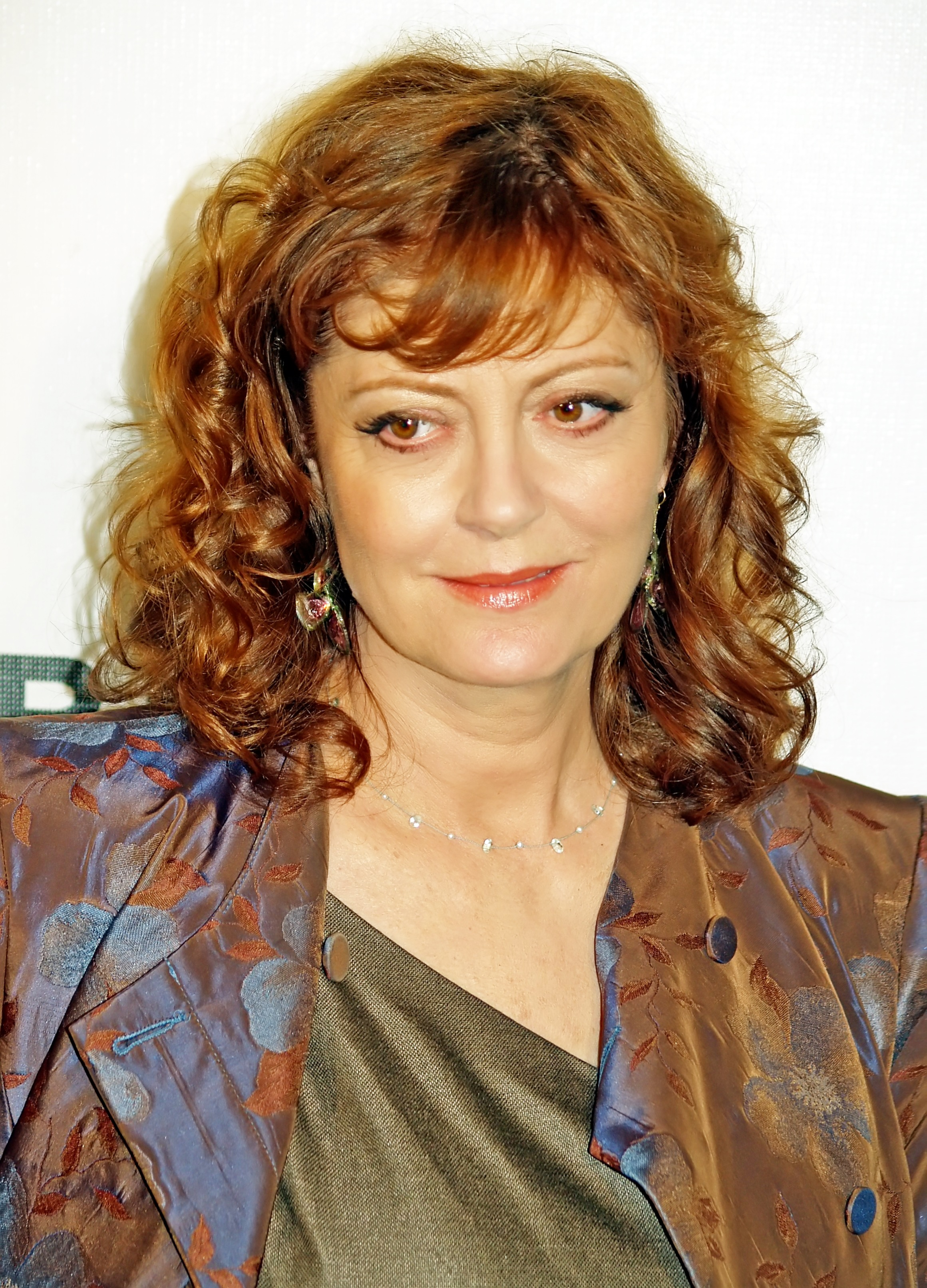
Cheveux cuivrés
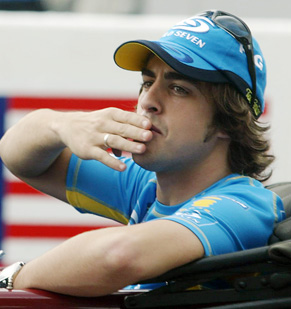
Cheveux châtains
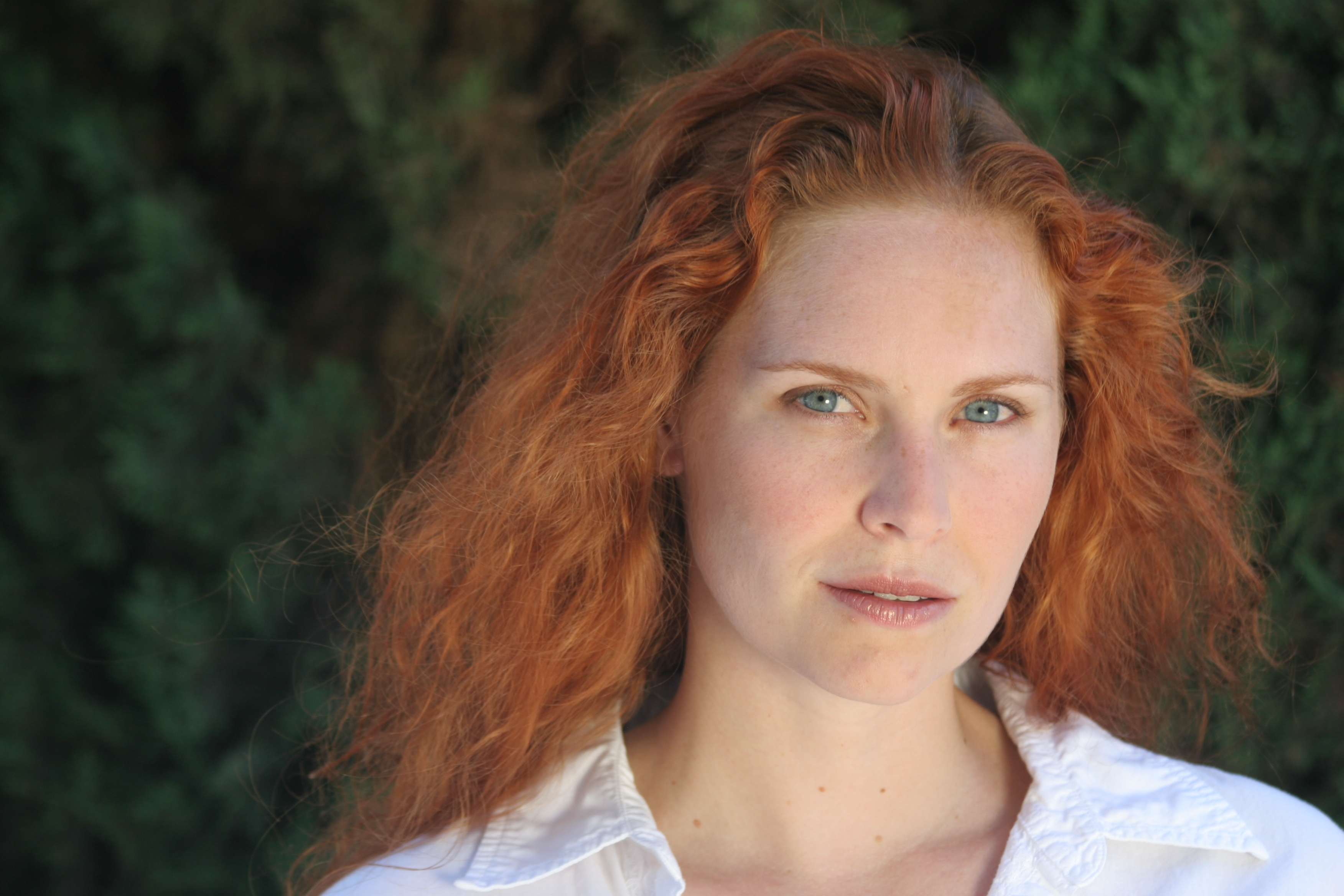
Cheveux roux
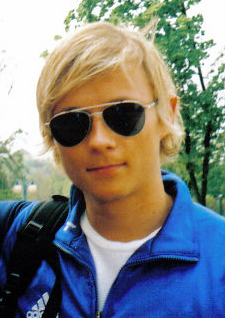
Cheveux blonds
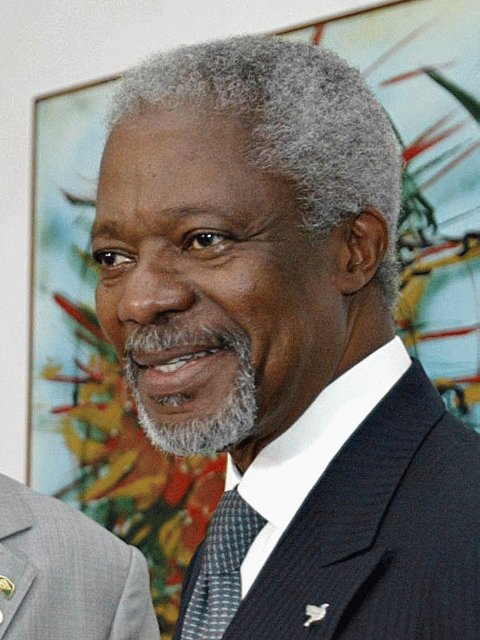
Cheveux gris
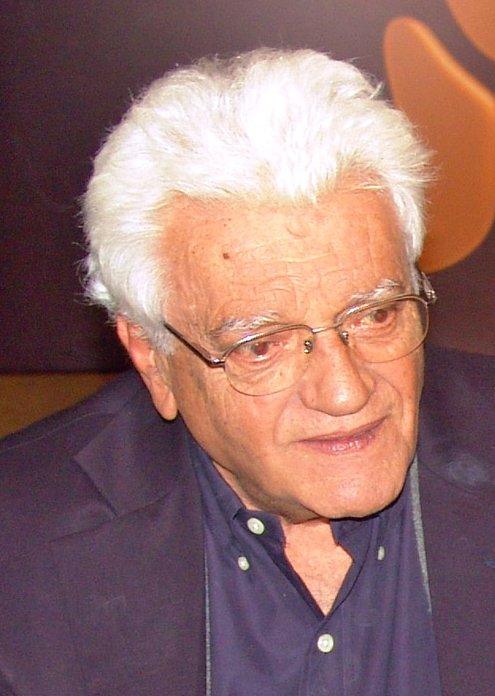
Cheveux blancs

## Répartition des couleurs dans le monde
La couleur dominante à l'échelle du globe est le noir, parfois teinté d'un reflet brun. Cette couleur est principalement répandue en Afrique, en Asie occidentale et dans les populations métissées d'Amérique du Sud. Le noir de jais se retrouve en Asie — Chine, Inde, et Japon par exemple — et parmi les populations amérindiennes.
Les populations méditerranéennes ont des teintes plus brunes, et le noir y est très présent. À mesure que l'on remonte en Europe et en Asie Centrale, les cheveux deviennent plus clairs : châtain, roux et blond apparaissent. Les teintes vont en s'éclaircissant en remontant vers la Russie, la Scandinavie et les pays baltes, le blond étant la couleur dominante chez ces derniers.
Cette répartition ne tient pas compte des mouvements de population et de migration, qui ont amené ces différentes couleurs un peu partout dans le monde.

## Conditions modifiant la couleur
- Le vieillissement provoque une achromotrichie (dépigmentation du cheveu) qui serait due à 2 gènes Bcl2 et Bcl-w et à la mort des cellules souches mélanocytaires[2].
- Canitie.
- Le sexe : une étude menée sur 288 personnes ne montre aucune différence significative de la coloration des yeux et de la peau entre les hommes et les femmes[3].
- Conditions médicales : albinisme, vitiligo, malnutrition, syndrome de Werner, anémie pernicieuse.

## Coloration artificielle des cheveux

### Historique
La coloration artificielle des cheveux existe probablement dès la préhistoire. Les substances pour colorer la peau et les cheveux sont les mêmes que pour peindre les grottes (du sang, des graisses animales, du charbon, des roches réduites en poudre telle que l'ocre). Les Égyptiennes se servent de feuilles de henné pour colorer leurs cheveux et leurs ongles. Les femmes grecques utilisent des pigments d'origines minérales comme des argiles colorées ou d'origines végétales comme le henné. Les teinturiers romains mettent à la disposition de leurs clientes des pommades éclaircissantes à base de sels de plomb ou de cuivre, de brou de noix, d'indigo, de suif de chèvre et de cendres de hêtre. Pour obscurcir leurs cheveux, elles se servent de peignes en plomb. Les posticheurs romains confectionnent des perruques aux cheveux clairs des Gauloises.
Les colorations vives tendent à se développer dans les mouvements Emo, Punk et Visual.

### Techniques
On peut colorer artificiellement les cheveux par des processus chimiques. Dans un salon de coiffure, c'est le coloriste qui en a la charge, qui peut être n'importe quelle personne ayant la formation de coiffeur. La coloration peut être permanente ou semi-permanente. La coloration du cheveux est aussi possible avec un produit naturel, le henné. Selon le temps de pose et selon la couleur de base des cheveux, on obtiendra des nuances plus ou moins prononcées allant du simple reflet rougeâtre à une teinte plutôt rousse/auburn sur des cheveux de base châtain.
Si la technique actuelle permet d'avoir des colorations de toutes les teintes (y compris des bleus et des verts, notamment arborées par le mouvement punk), les colorations les plus couramment proposées offrent des teintes européennes: châtain, blond, roux, auburn, brun. Cette pratique de la coloration se développe dans le monde, y compris parmi les populations non européennes.
Le résultat dépend de la technique utilisée (coloration complète ou mèches, reflets, etc), du produit, de la couleur de base des cheveux et de leurs conditions (les cheveux crépus sont les plus fragiles, par exemple).
L'aspect naturel de la coloration dépend de la couleur appliquée : les cheveux ayant tendance à être plus foncés à l'arrière de la tête et près du cou, une coloration qui reprend cette nuance fera plus naturelle, surtout pour une teinte claire. De même, le teint et le type physique de la personne jouent beaucoup : un blond convient à un teint clair, un roux ou auburn à une personne au teint très pâle voire laiteux, un châtain ira mieux à une personne au teint moyen, un brun à une personne au teint légèrement plus soutenu. Le noir absolu est difficile à porter sur un teint clair type européen, car il durcit les traits. À l'inverse, une teinte européenne peut être difficile à porter sur un teint doré, africain ou asiatique, de par son aspect immédiatement artificiel.
La coloration d'oxydation, appelée coloration permanente, est la transformation durable de la pigmentation des cheveux (transformation des pigments naturels en pigments artificiels).
Il existe également des colorations purement végétales comme la teinture au henné.
On peut citer deux manières de colorer les cheveux : par mèche, en appliquant la couleur au pinceau sur des mèches de cheveux posées sur un papier collant et en laissant reposer, en appliquant la couleur au pinceau par balayage sans l'aide du papier collant. Dans tous les cas une séance sous un appareil chauffant va suivre l'application et les cheveux seront ensuite mouillés avec application d'un produit permettant aux écailles des cheveux de se refermer.